# G-Darius
G-Darius  (Japans: Gダライアス, Romaji: Jī-Daraiasu) is een computerspel dat werd ontwikkeld en uitgegeven door Taito Corporation. Het spel kwam in juni 1997 als arcadespel. Hierna werd het uitgebracht voor diverse playstations, waaronder de Sony PlayStation in 1997. Het spel is een sciencefiction schietspel van het type shoot 'em up.  

## Platforms
| Jaar | Platform           |
| ---- | ------------------ |
| 1997 | Arcade             |
| 1998 | PlayStation        |
| 2000 | Windows            |
| 2008 | PSP, PlayStation 3 |
| 2012 | PS Vita            |

## Ontvangst
| Beoordeeld door                | Platform    | Datum             | Score |
| ------------------------------ | ----------- | ----------------- | ----- |
| NowGamer                       | PlayStation | 25 september 1998 | 88%   |
| Super Play                     | PlayStation | september 1998    | 87%   |
| GameSpot                       | PlayStation | 1 maart 1998      | 83%   |
| Absolute Playstation           | PlayStation | oktober 1998      | 81%   |
| IGN                            | PlayStation | 17 september 1998 | 80%   |
| Power Unlimited                | PlayStation | december 1998     | 70%   |
| Adrenaline Vault, The (AVault) | PlayStation | 4 december 1998   | 60%   |
| Jeuxvideo.com                  | PlayStation | 4 december 1998   | 55%   |
| The Video Game Critic          | PlayStation | 15 juli 1999      | 50%   |